# دیوید گلد (بازرگان)
دیوید گلد (انگلیسی: David Gold؛ زادهٔ ۹ سپتامبر ۱۹۳۶ – درگذشتهٔ ۴ ژانویهٔ ۲۰۲۳) اهالی کسب‌وکار، رئیس هیئت مدیره، و بازیکن فوتبال اهل بریتانیا بود.
از باشگاه‌هایی که در آن بازی کرده‌است می‌توان به باشگاه فوتبال وستهام یونایتد اشاره کرد.